# 范天凱
デーヴァヴァルマン（サンスクリット語: देववर्मन्, ラテン文字転写: Devavarman, 生年不詳 - 520年）は、チャンパ王国（林邑国）第3王朝の第7代国王（在位：508年 - 520年）。漢文史料では范天凱（はんてんがい、ベトナム語: Phạm Thiên Khơi）と記される。

## 生涯
范文款の子。父王の死後に即位した。510年5月9日に南朝梁へ朝貢の使者を送って白猴を献じた。武帝より持節・都督縁海諸軍事・威南将軍に任じられ、林邑王に封じられた。512年5月29日と514年5月22日にも梁にそれぞれ遣使して朝貢している。デーヴァヴァルマンの死後、王位は子のヴィジャヤヴァルマンが継承した。

## 参考資料
- George Cœdès (May 1, 1968). The Indianized States of South-East Asia. University of Hawaii Press. ISBN 978-0824803681
- Geetesh Sharma (2010). Traces of Indian Culture in Vietnam. Rajkamal Prakashan. ISBN 978-8190540148
- 『梁書』巻二 本紀第二 武帝中
- 『梁書』巻五十四 列伝第四十八 林邑国
- 『南史』巻七十八 列伝第六十八 林邑国
- 『冊府元亀』巻九百六十三 封冊第一
- 『冊府元亀』巻九百六十八 朝貢第一